# Madhuca lanuginosa
Madhuca lanuginosa är en tvåhjärtbladig växtart som beskrevs av Henry Nicholas Ridley. Madhuca lanuginosa ingår i släktet Madhuca och familjen Sapotaceae. Inga underarter finns listade i Catalogue of Life.